# Wissembourg
Wissembourg (en alemán: Weißenburg, en alsaciano, Wisseburi) es una localidad y comuna francesa situada al norte del departamento de Bajo Rin, en la región de Alsacia.

## Historia
Wissembourg se desarrolló a lo largo del siglo XII y siglo XIII en torno a la abadía de "Saints-Pierre-et-Paul" fundada en el siglo VII por Pirminius, eclesiástico visigodo de origen narbonés que más tarde sería canonizado y convertido en patrón de Alsacia. Hacia 924 la abadía se había convertido en la más rica de la región, obteniendo el rango de principado. 
Favorecida por el comercio de telas, vinos y castañas, la burguesía local se independizó de la abadía y se integró en 1354 en la Decápolis Alsaciana, asociación de diez ciudades libres imperiales del valle del Rin. Sin embargo, la disputa por el poder con las autoridades eclesiásticas causó la destrucción de la villa por el conde Palatino, Hans Trapp, aliado de la abadía. 
A lo largo del siglo XVI la ciudad adoptó la reforma protestante y sufrió las consecuencias de los diferentes conflictos bélicos que se desarrollaron en Alsacia, como la guerra de los campesinos o la Guerra de los Treinta Años. La villa será tomada, saqueada e incendiada por las tropas francesas el 25 de enero de 1677, durante la guerra franco-neerlandesa, siendo finalmente anexada a Francia en 1679 tras la firma de los Tratados de Nimega.
Estanislao I Leszczynski, rey de Polonia, se instaló en la villa durante su exilio. La Revolución francesa terminaría con el resto del poder eclesiástico al vender la abadía.
La batalla de Wissembourg, finalizada con la victoria alemana, fue el primero de los episodios militares acontecidos durante la guerra francoprusiana el 4 de agosto de 1870.

Wissembourg
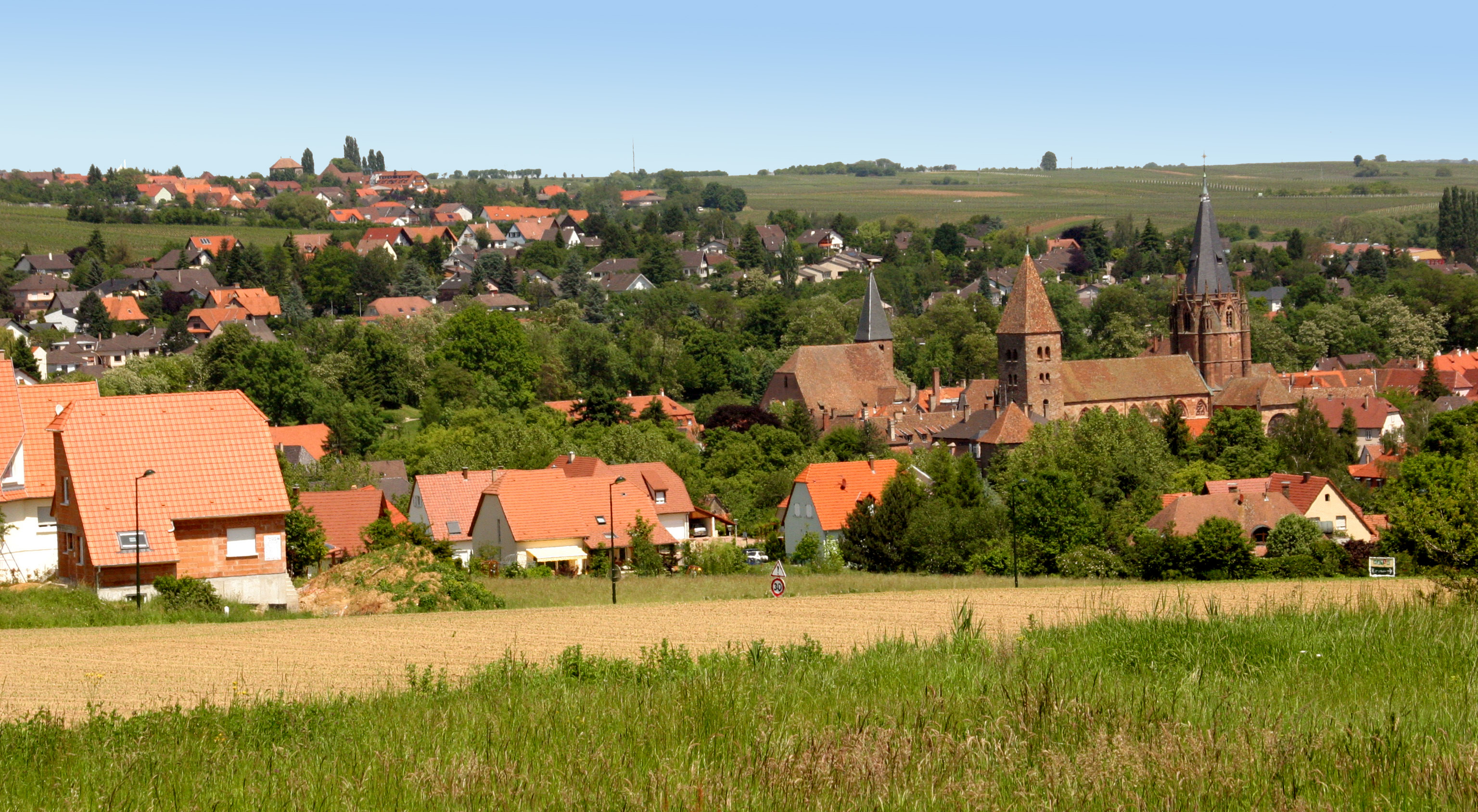
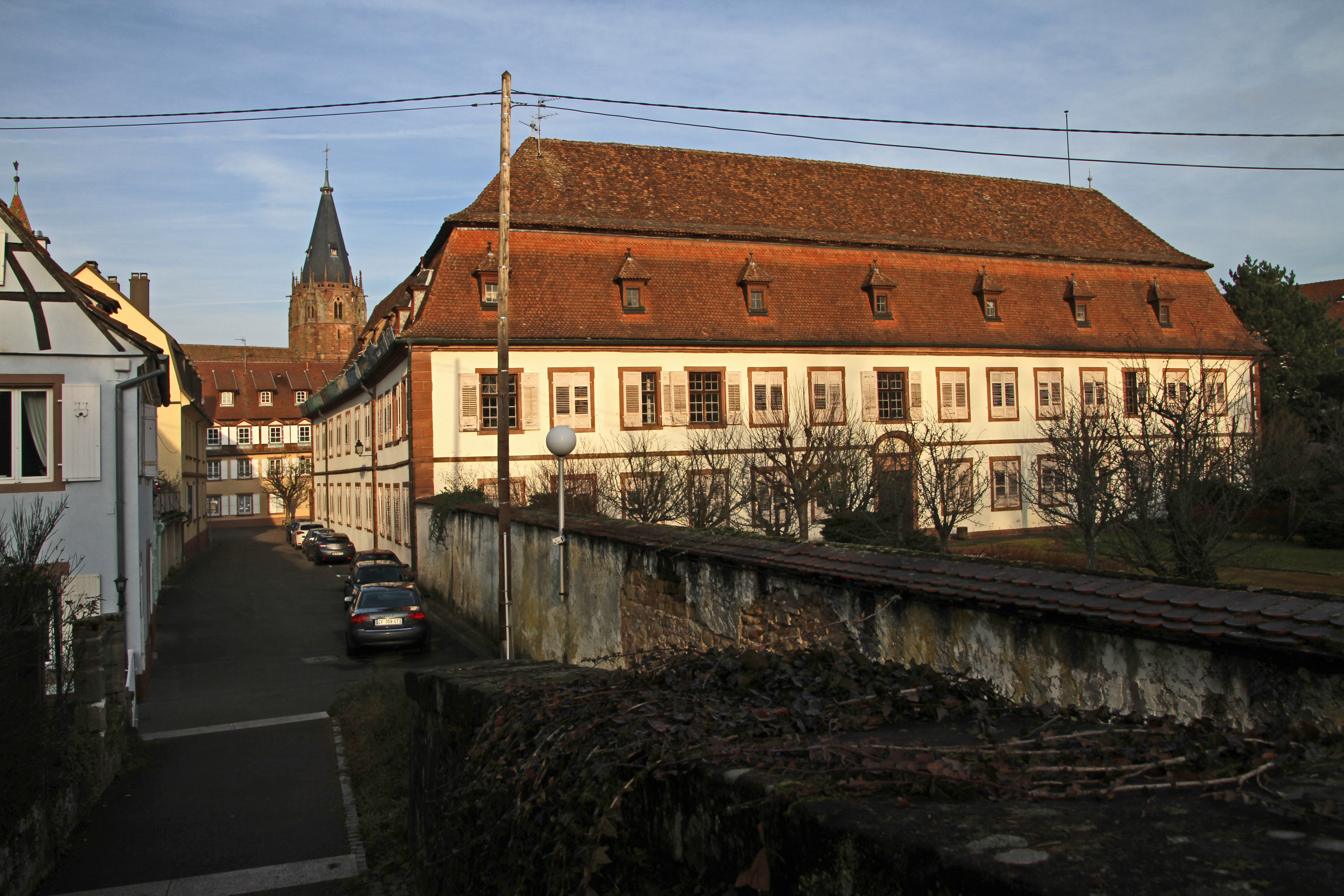
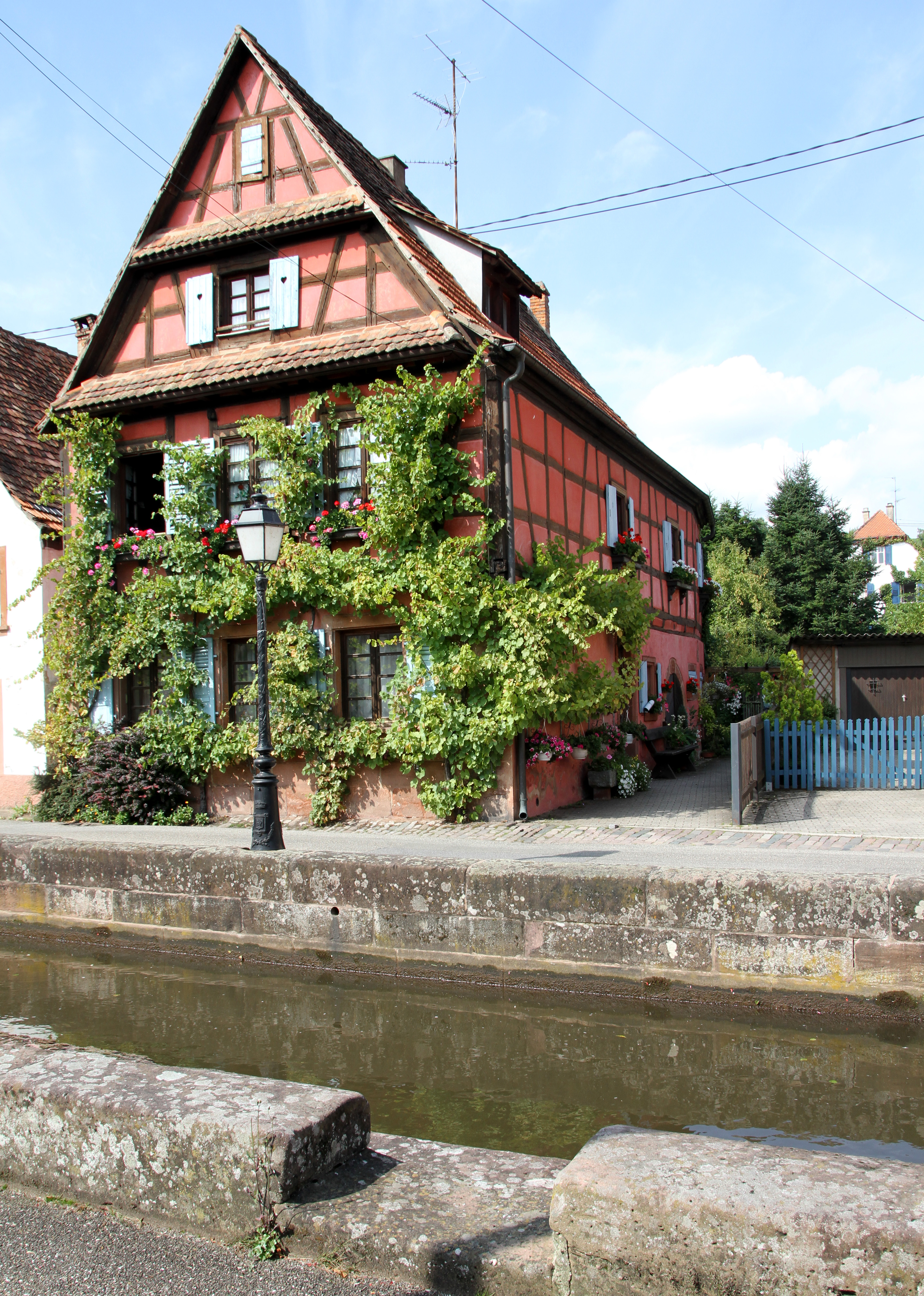
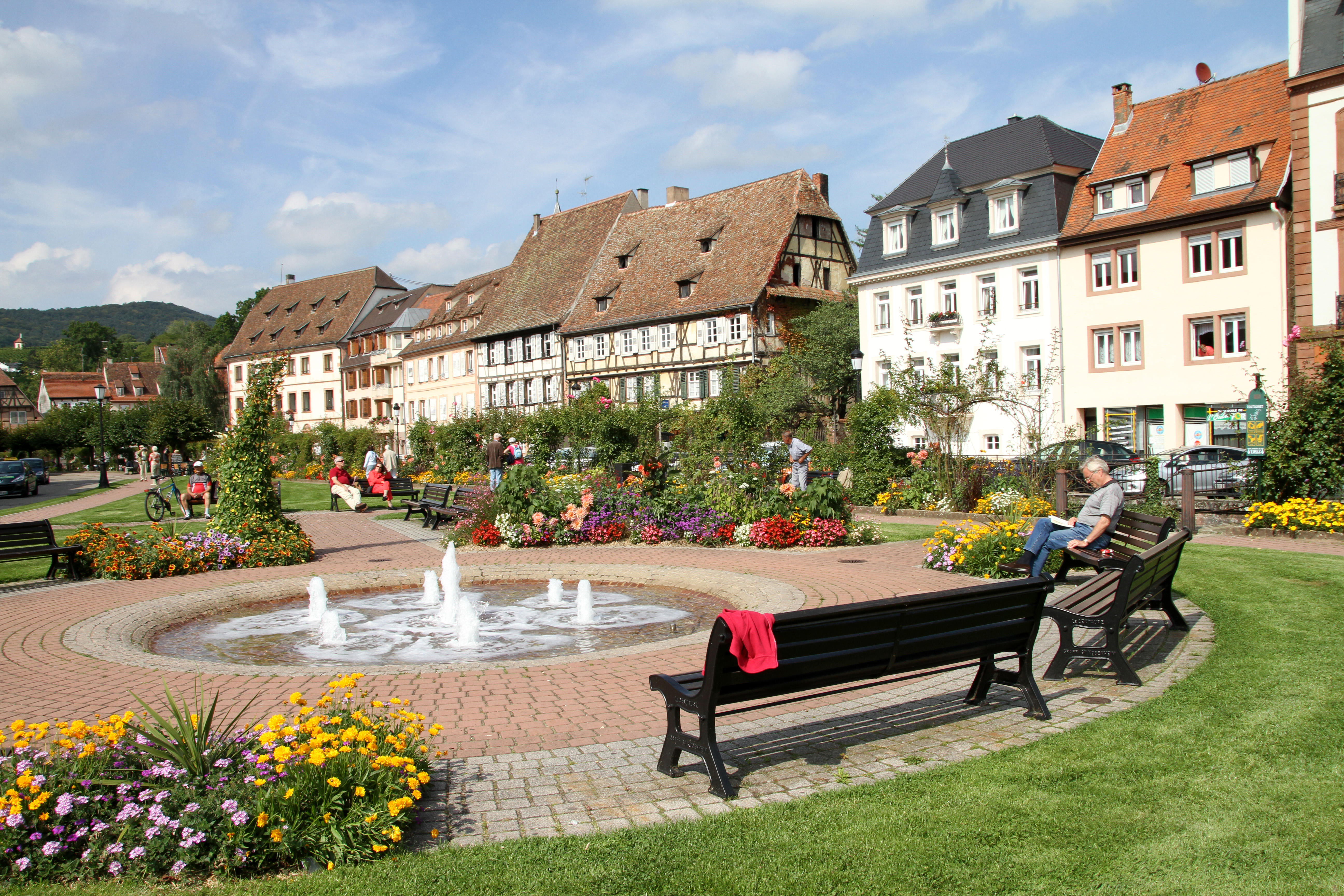
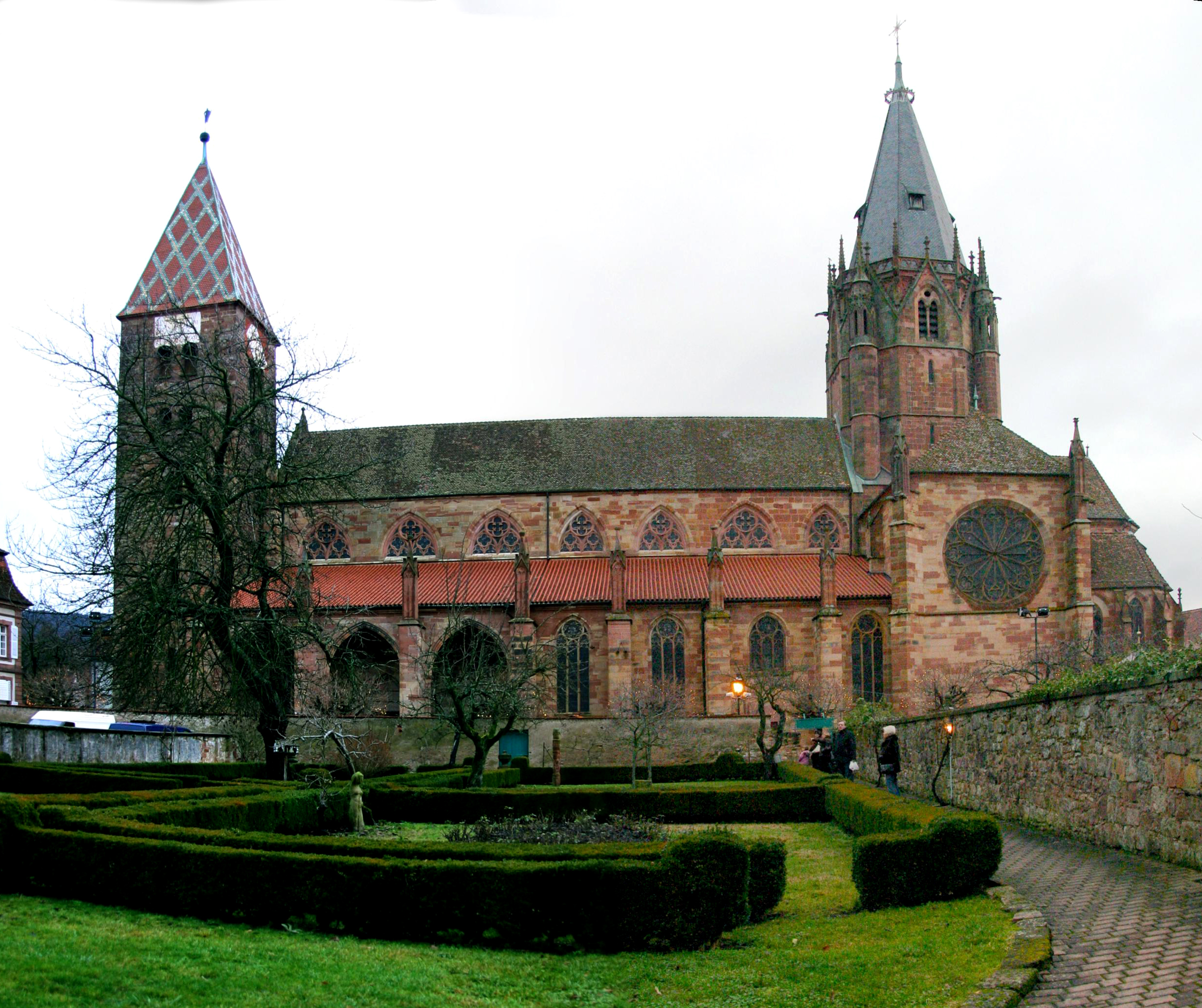
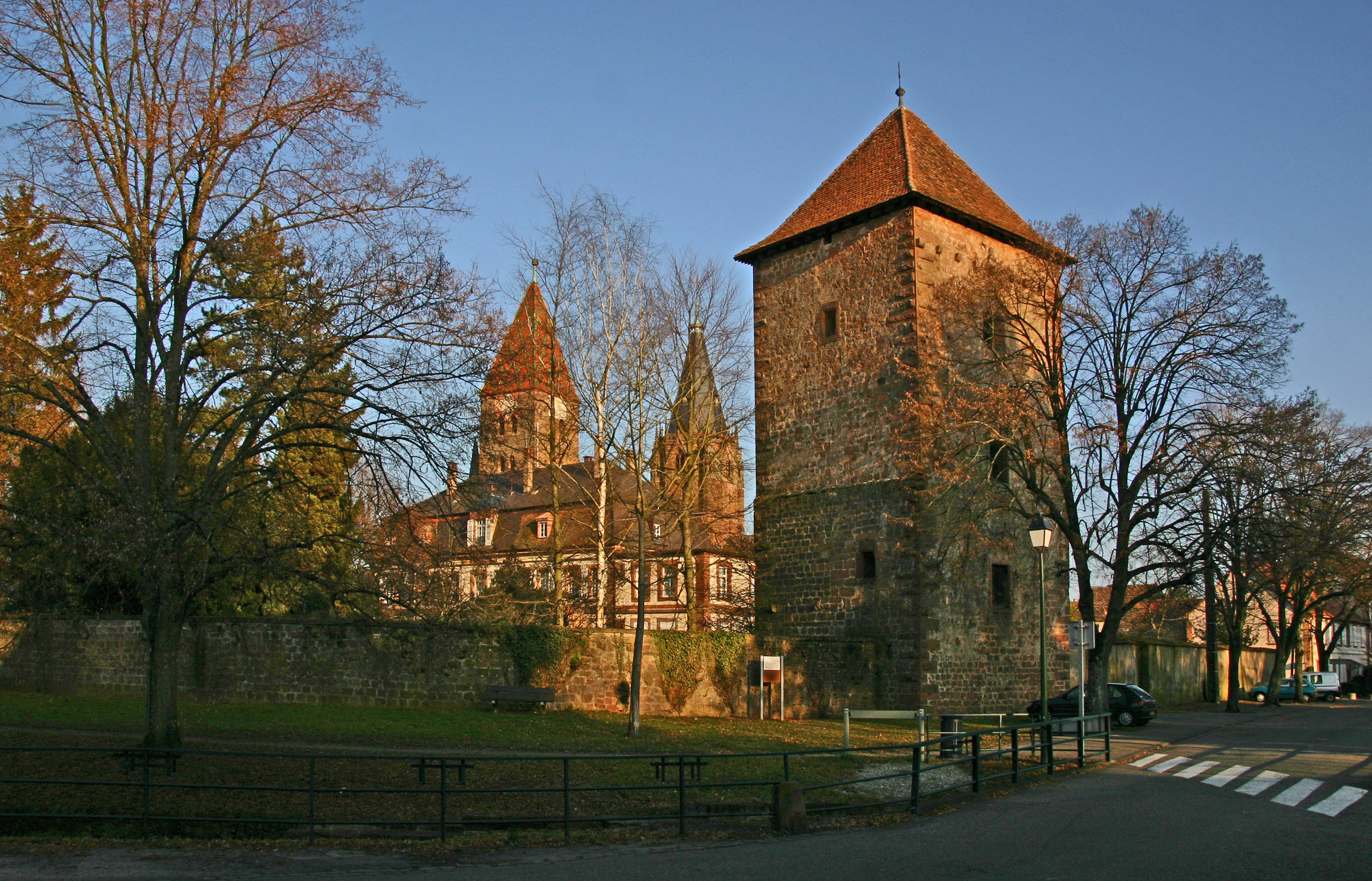
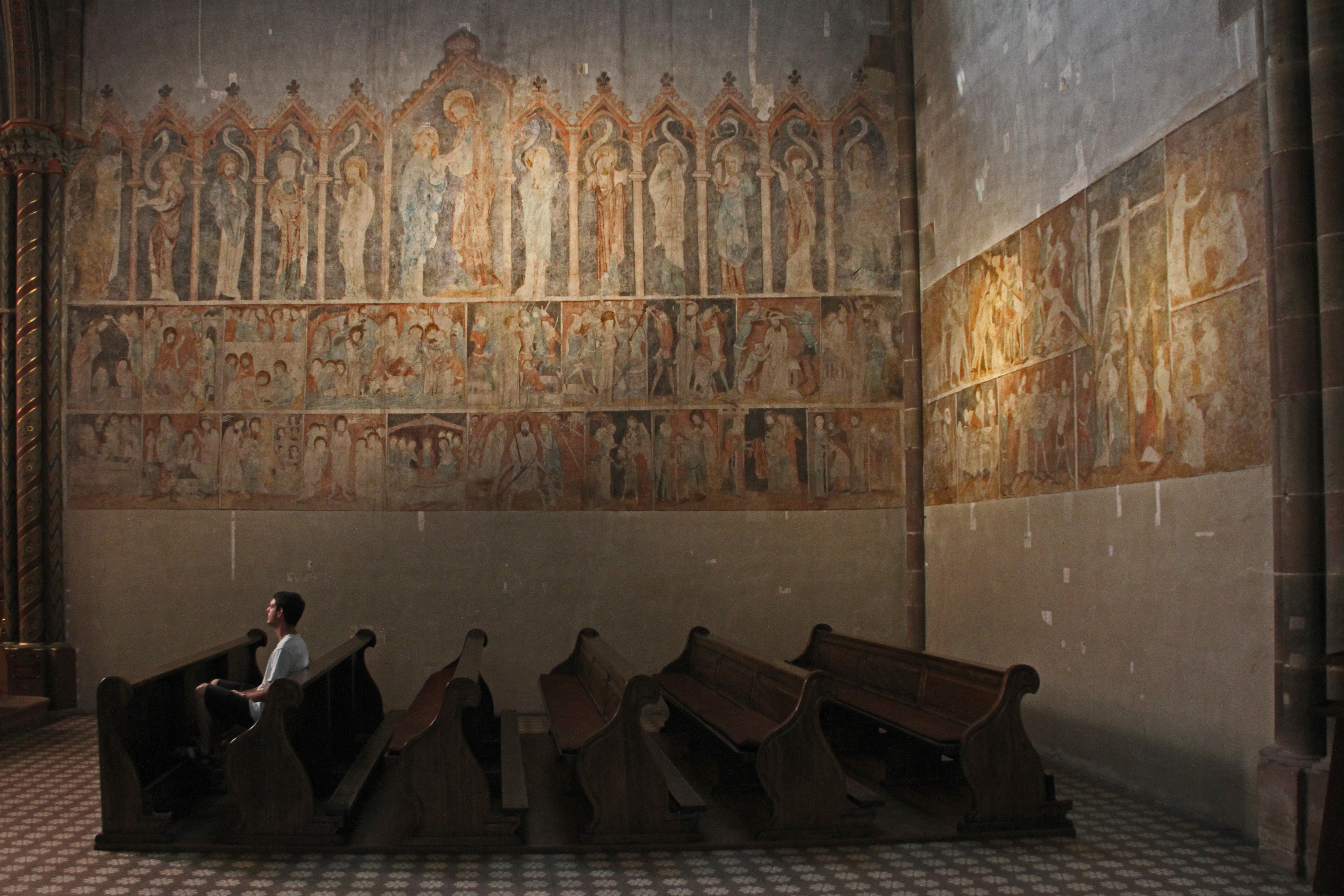
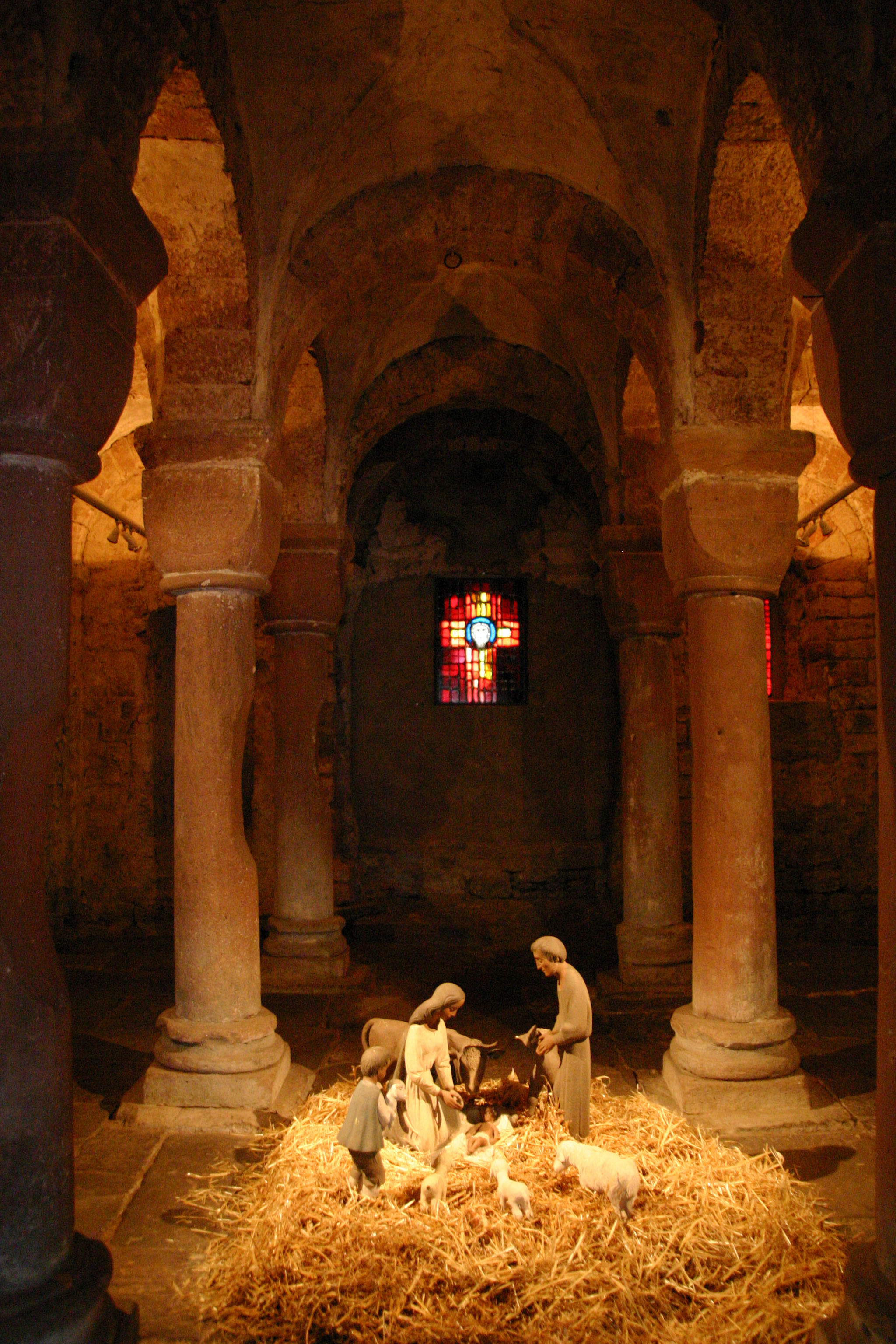